# Леви, Доро
Доро Леви (итал. Doro Levi; 1 июня 1899, Триест — 3 июля 1991, Рим) — итальянский археолог XX века, специалист по мифологии и истории религии. Специализировался на исследованиях в Средиземноморье. В первую очередь, известен своими исследованиями в Италии, Греции и Турции.
Родился в еврейской семье Эдоардо Леви и Эуджении Тиволи. Окончил Флорентийский университет. В 1938—1945 годах — член американского Института перспективных исследований в Принстоне (штат Нью-Джерси). Автор ряда специализированных публикаций по проблемам археологии, таких как Festos e la Civiltà Minoica, tavole I (1976).
Доро Леви был директором Итальянской археологической школы. Один из самых примечательных его проектов — продолжительные раскопки минойского Феста, второго, после Кносса, по значимости археологического объекта на Крите. Раскопки в Фесте начались в 1952 году, Леви продолжил работу своих предшественников, Федерико Хальберра и Луиджи Пернье.